# Чугуевка (Харьков)

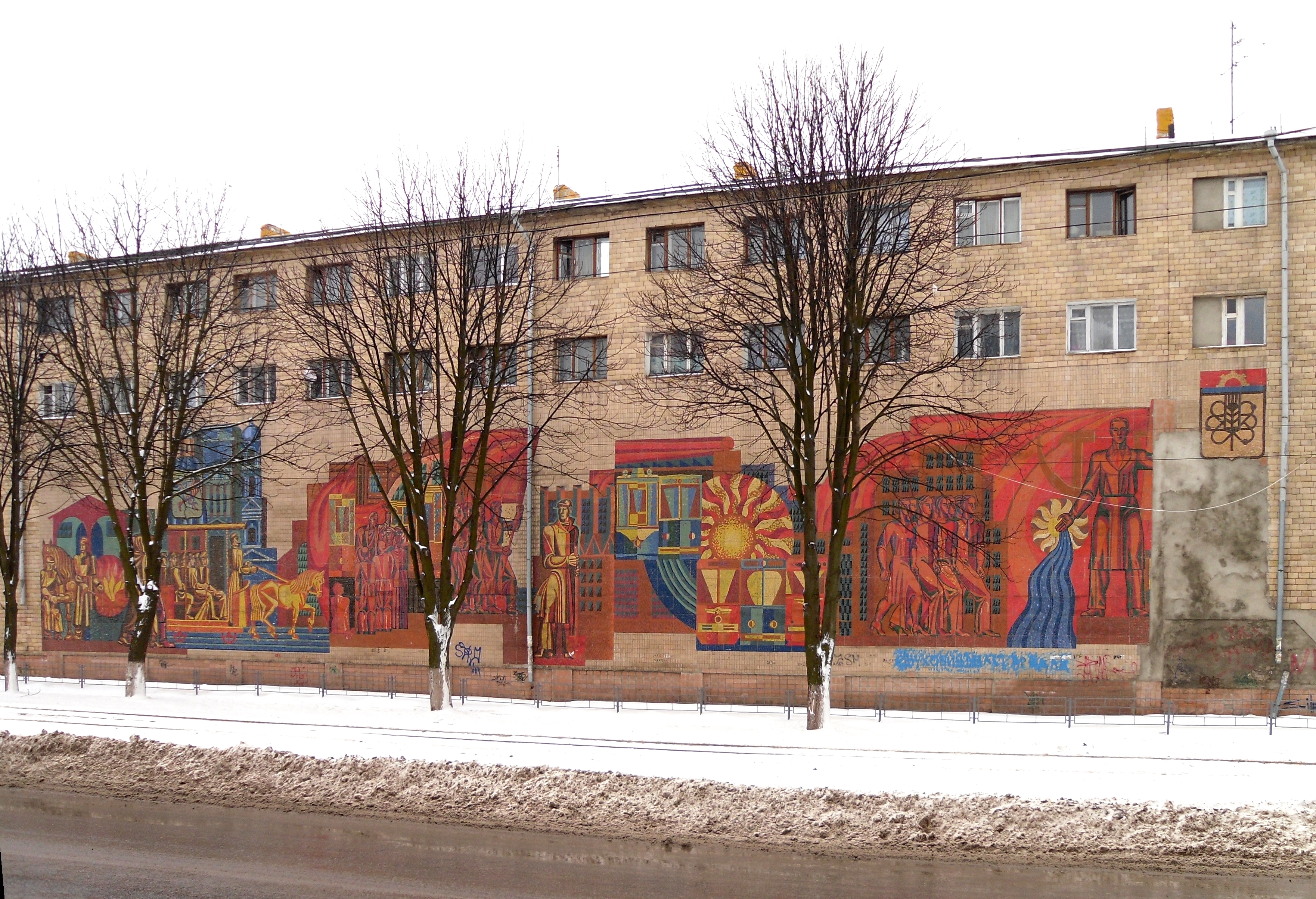

Чугуевка (укр. Чугуївка) — жилой и промышленный район города Харькова.
В Чугуевке, так как район в основном промышленный, проживает несколько тысяч жителей.

## История
Образовался в конце XIX века со строительством ХПЗ — Харьковского паровозостроительного завода (1896), сейчас завод имени Малышева, и Харьково-Балашовской железной дороги, общества Юго-Восточных железных дорог (линия Харьков — Балашов (1895), сейчас ветвь на Чугуев, с 2002 г. одноколейная).
Район назван по конечной, грузо-пассажирской станции Юго-Восточных железных дорог (сейчас Харьков-Слободской). Ввиду значительной удалённости, по состоянию на 1895÷1889 годы, пассажирского вокзала от жилой зоны города, с учётом пожеланий горожан, было обеспечено к 1901 году ныне не существующее регулярное железнодорожное сообщение со станцией «Харьков-Пассажирский».
С севера район ограничен Московским проспектом; с запада — частным сектором западнее улиц Молодой гвардии и Полевой; с юга — подъездными железнодорожными путями завода имени Малышева и посёлком Артёма; с востока — улицей Морозова (бывшей Юмтовской), парком Машиностроителей и посёлком Артёма.

## Транспортные коммуникации
- Основной является улица Георгия Тарасенко (бывш. Петинская), связывающая со стадионом Металлист.
- улица Полевая связывает с проспектом Гагарина и в противоположном направлении — с Московским проспектом.
- Улица Морозова связывает Московский проспект с проспектом Героев Сталинграда.

С Холодной горой и Роганью Чугуевку связывает Холодногорско-Заводская линия метро, от станции Завод имени Малышева. Линия пятого трамвая связывает с Одесской и Южный вокзалом.
Линия электрички связывает район с Чугуевом и Изюмом.

## Достопримечательности
- Два танка-памятника (БТ-7 и Т-34) на территории завода имени Малышева.

## Экономика
- Завод имени Малышева (Харьковский завод транспортного машиностроения).
- ХВЗ — Харьковский велозавод.
- Станция Харьков-Слободской.
- ХВРЗ.
- Коммунальное предприятие Харьковские тепловые сети, бывш. Харьковтеплокоммунэнерго.